# هوليستون (ماساتشوستس)
هوليستون (بالإنجليزية: Holliston, Massachusetts)‏ هي معلم جغرافي تقع في الولايات المتحدة في مقاطعة ميدلسيكس (ماساشوستس). يقدر عدد سكانها بـ 13,547 نسمة ومساحتها 49.3 كم2 وترتفع عن سطح البحر 57 متر.

## أعلام
- جورج وايتنغ
- كين ستون
- بوب بيكنل
- آدم جرين
- ناثان بانكس